# Kseniya Dobrynina
Kseniya Dobrynina (Russisch: Ксения Добрынина) (Voronezj, 11 januari 1994) is een Russisch voormalig wielrenster.

## Carrière
In 2011 en 2012 reed Dobrynina bij de junioren en sinds 2013 bij de senioren. In 2012 en de eerste helft van 2013 reed ze bij de Russische ploeg RusVelo. In 2014 reed ze voor de Italiaanse ploeg Astana-BePink, waarna ze samen met de hoofdsponsor overstapte naar de Kazachse ploeg Astana Women's Team. Vanaf 2017 kwam ze uit voor de Italiaanse ploeg Servetto Giusta, waar ze in 2020 na de Giro Rosa haar carrière beëindigde.

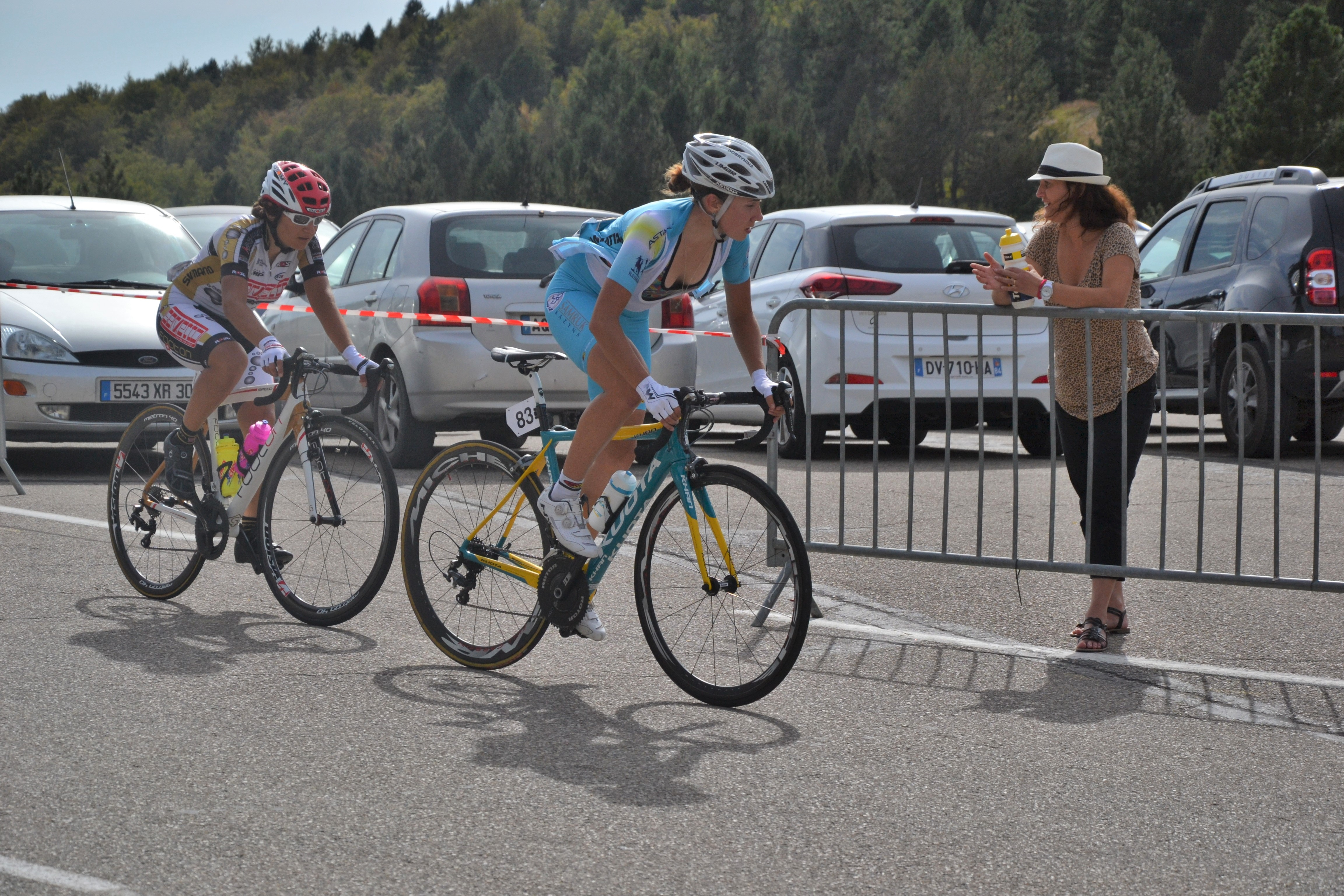
Dobrynina namens Astana op de Mont Ventoux tijdens de Tour de l'Ardèche 2016.

Dobrynina won in 2012 zilver bij de junioren tijdens het Europees kampioenschap tijdrijden en een jaar later won ze brons bij de beloften op het EK tijdrijden. Op het Russisch kampioenschap won ze bij de elite tweemaal zilver in het tijdrijden en eenmaal brons op de weg. Dobrynina kwam tweemaal uit voor Rusland op de wereldkampioenschappen wielrennen, waar ze 75e werd in 2017 in het Noorse Bergen. In de Chrono des Nations werd ze 13e in 2017 en 11e in 2019. In 2018 won ze het tussensprintklassement van de Tour de l'Ardèche.

## Palmares
2012
 Europees kampioenschap tijdrijden, junioren
 Chrono des Nations, junioren
 Europees kampioenschap op de baan, puntenkoers, junioren
 Europees kampioenschap op de baan, ploegenachtervolging, junioren
2013
 Russisch kampioenschap tijdrijden, elite
 Europees kampioenschap tijdrijden, beloften
2014
 Russisch kampioenschap tijdrijden, elite
 Russisch kampioenschap op de weg, elite
2019
 Russisch kampioenschap tijdrijden, elite

### Uitslagen in voornaamste wedstrijden
| Jaar | Gent-Wevelgem | Ronde van Vlaanderen | Amstel Gold Race | Luik-Bast.‑Luik | Strade Bianche | Trofeo Alfredo Binda | Chrono des Nations |  | WK op de weg |
| ---- | ------------- | -------------------- | ---------------- | --------------- | -------------- | -------------------- | ------------------ |  | ------------ |
| 2015 |               | opgave               |                  |                 | opgave         | opgave               |                    |  |              |
| 2016 |               | opgave               |                  |                 | opgave         |                      |                    |  |              |
| 2017 | opgave        | opgave               | opgave           | opgave          | opgave         | opgave               | 13e                |  | 75e          |
| 2018 |               |                      |                  |                 |                |                      |                    |  | opgave       |
| 2019 |               | opgave               |                  |                 | opgave         | opgave               | 11e                |  |              |
| 2020 |               |                      |                  |                 | opgave         |                      |                    |  |              |

## Ploegen
- 2012 -  RusVelo
- 2013 -  RusVelo (tot 15 juni)
- 2014 -  Astana-BePink
- 2015 -  Astana-Acca Due O
- 2016 -  Astana Women's Team
- 2017 -  Servetto Giusta

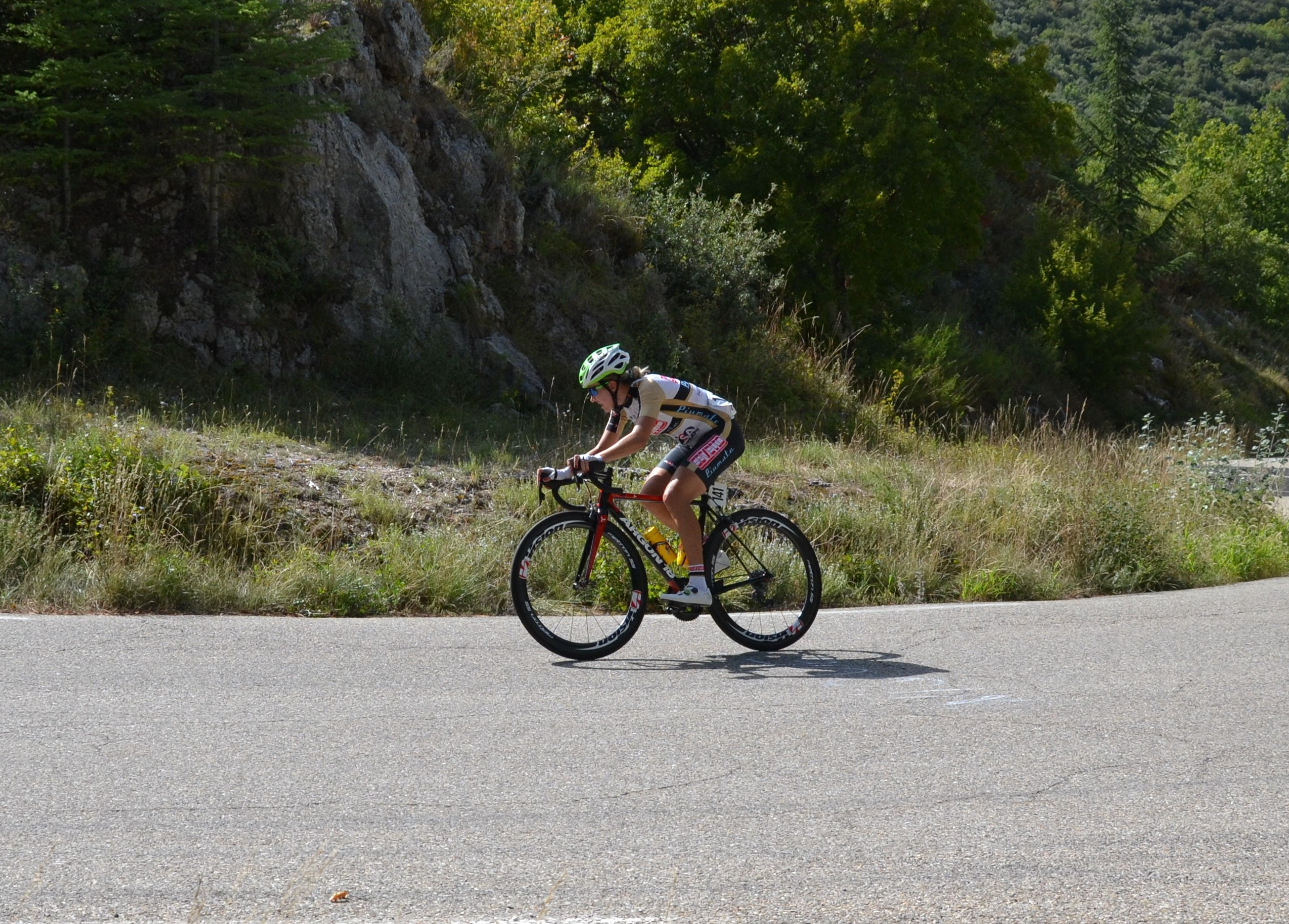
Dobrynina in de Tour de l'Ardèche 2019 namens Servetto-Piumate-Beltrami.

- 2018 -  Servetto - Stradalli Cycle - Alurecycling
- 2019 -  Servetto - Piumate - Beltrami
- 2020 -  Servetto - Piumate - Beltrami